# Кёте, Готфрид
Готфрид Мария Хуго Кёте (нем. Gottfried Köthe; Грац, 25 декабря 1905 — Франкфурт-на-Майне, 30 апреля 1989) — австрийский математик, работавший в области абстрактной алгебры и функционального анализа.

## Научная карьера
В 1923 году Кете поступил в Университет Граца. Он начал изучать химию, но через год переключился на математику после знакомства с философом Альфредом Кастилем. В 1927 году он представил диссертацию Beiträge zu Finslers Grundlegung der Mengenlehre ("Вклад в финслеровские основания теории множеств") и был удостоен докторской степени. Проведя год в Цюрихе, работая с Паулем Финслером, Кете получил стипендию для посещения Геттингенского университета, где он посещал лекции Эмми Нётер и Бартеля ван дер Ваердена по зарождающейся теме абстрактной алгебры. Он начал работать в области теории колец и в 1930 году опубликовал предположение Кёте о том, что сумма двух левых нулевых идеалов в произвольном кольце является нулевым идеалом. По рекомендации Эмми Ноэтер он был назначен ассистентом Отто Тоеплица в Боннском университете в 1929-1930 годах. В это время он начал переход к функциональному анализу. После этого он продолжал научное сотрудничество с Тоеплицем в течение нескольких лет.
Наиболее известные работы Кёте относятся к теории топологических векторных пространств. В 1960 году был опубликован первый том его фундаментальной монографии "Topologische lineare Räume" (второе издание было переведено на английский язык в 1969 году). Только в 1979 году появился второй том, на этот раз написанный на английском языке. Он также внес вклад в теорию решеток.

## Награды и почести
- Приглашенный докладчик МКМ в 1928 году в Болонье,[1] в 1932 году в Цюрихе и в 1936 году в Осло
- Гейдельбергская академия наук (1960)
- медаль Гаусса, Брунсвикская академия наук (1963)
- Немецкая академия наук Леопольдина, Галле (1968)
- Почетные степени университета Монпелье (1965), университета Мюнстера (1980), университета Майнца (1981) и Саарландского университета (1981).